# Deghin, Sjunik
Deghin (armeniska: Դեղին) är ett berg i Armenien. Det ligger i provinsen Siunik, i den sydöstra delen av landet, 140 kilometer sydost om huvudstaden Jerevan. Toppen på Deghin är 2 551 meter över havet, eller 103 meter över den omgivande terrängen. Bredden vid basen är 0,94 km.
Terrängen runt Deghin är huvudsakligen kuperad, men västerut är den bergig. Närmaste större samhälle är Hatsavan, 9,3 kilometer nordost om Deghin.
Trakten runt Deghin består i huvudsak av gräsmarker. Runt Deghin är det ganska glesbefolkat, med 40 invånare per kvadratkilometer.